# 引导标志
引导标志是在主引导记录中，于非扩展分区记录上的一个1字节值。引导标志出现在分区记录的起始处，值为0x80。0x00的值表示分区没有设置引导标志。其他的任何值均无效。
它的主要功能是指引MS-DOS或MS Windows类型的啟動程式从哪个分区启动。在某些情况下，Windows XP/2000使用它，分配活动分区的字母为“C”。活动分区是设置了引导标志的分区。DOS和Windows只允许一个分区设置引导标志。
其他由第三方启动管理器（如GRUB或XOSL）使用的啟動程式可以安装到主引导记录中，并可以引导主分区或扩展分区，而不一定要设置引导标志。
许多磁盘编辑器可以编辑引导标志，例如Windows中的磁盘管理和fdisk。